# Gistaín
Gistaín è un comune spagnolo di 168 abitanti situato nella comunità autonoma dell'Aragona.
Fa parte della comarca del Sobrarbe.
Fra gli edifici più significativi del paese vanno segnalati: San Vicente Mártir (San Vincenzo Martire), bella chiesa del XVII secolo,  e la fortificazione del Tardán della prima metà del XVI secolo, posta a guardia della valle di Gistaín. Le feste di San Joaquín (San Gioacchino)  con i loro canti e balli tipici (baile de la rosca) richiamano turisti da altri centri aragonesi e dalla vicina Catalogna.